# درموس أوروبي
الدَّرْمُوسُ الأَوْرُوبِيُّ (سابقًا غلثى أوروبية، ذلك أنه كان يتبع جنس الغلثى) (الاسم العلمي:Apteranthes europaea) هي نوع من النباتات تتبع جنس الدرموس من الفصيلة الدفلية.